# Peter Van Hove
Peter Van Hove (12 februari 1981) is een Belgisch snelwandelaar.

## Levensloop
In 2019, 2020 en 2023 werd hij Belgisch kampioen op de 20.000 meter snelwandelen. In 2021 won hij het laatste Belgische kampioenschap op de 50 kilometer. In 2022 en 2023 won hij dat op de 35 km.
Daarnaast werd Van Hove driemaal Belgisch indoorkampioen op de 5000 meter, met name in 2017, 2019 en 2020. Daarnaast behaalde hij twee zilveren medailles en een bronzen BK-medaille in deze indoordiscipline.

## Belgische kampioenschappen
| Onderdeel                  | Jaar                               |
| -------------------------- | ---------------------------------- |
| 5000 m snelwandelen indoor | 2017, 2019, 2020                   |
| 20.000 m snelwandelen      | 2018, 2019, 2020, 2021, 2022, 2023 |
| 35 km snelwandelen         | 2022, 2023                         |
| 50 km snelwandelen         | 2013, 2021                         |

## Persoonlijke records
Outdoor
| Onderdeel             | Prestatie | Datum        | Plaats  |
| --------------------- | --------- | ------------ | ------- |
| 20.000 m snelwandelen | 1:49.13   | 22 juni 2015 | Bedford |

Indoor
| Onderdeel            | Prestatie | Datum            | Plaats |
| -------------------- | --------- | ---------------- | ------ |
| 5.000 m snelwandelen | 26.49,73  | 20 februari 2016 | Gent   |

Weg
| Onderdeel          | Prestatie | Datum          | Plaats  |
| ------------------ | --------- | -------------- | ------- |
| 35 km snelwandelen | 3:27.55   | 2 oktober 2022 | Tilburg |
| 50 km snelwandelen | 5:14.38   | 3 oktober 2021 | Tilburg |

## Palmares

### 5000 m snelwandelen
- 2016:  BK indoor AC - 26.49,73
- 2017:  BK indoor AC - 27.48,20
- 2018:  BK indoor AC - 28.12,02
- 2019:  BK indoor AC - 27.35,62
- 2020:  BK indoor AC - 27.58,05
- 2023:  BK indoor AC - 28.05,06

### 20.000 m snelwandelen
- 2018:  BK - 2:02.19,2
- 2019:  BK - 2:01.42,5
- 2020:  BK - 1:58.09,5
- 2021:  BK - 1:56.09,7
- 2022:  BK - 1:54.42,2
- 2023:  BK - 2:00.49,3

### 35 km snelwandelen
- 2022:  BK - 3:27.55
- 2023:  BK - 3:39.05

### 50 km snelwandelen
- 2013:  BK in Tilburg - 6:00.22
- 2014:  BK in Tilburg - 5:52.59
- 2015:  BK in Tilburg - 5:29.28
- 2021:  BK in Tilburg - 5:14.38